# Doxa Records
Doxa Records ist ein Musiklabel, das 1999 von R. Jäger und B. Offermann in Dresden gegründet wurde. 2008 zog das Unternehmen nach Berlin um. 
Inhaltlich konzentrierte sich das Label in den ersten fünf Jahren auf eher experimentelle Pop-Rock-Musik mit elektronischen Elementen. Die ersten Veröffentlichungen kamen von Künstlern wie Ming, Yuppie Flu und Fetish 69. Ein enger Kontakt bestand seit jeher zur Weilheimer Musikszene. In den folgenden Jahren wurden mit Hans Platzgumer und dem deutsch-japanischen Trio Pitchtuner zwei bekanntere Künstler verpflichtet.
Die Konzentration auf elektronische Musik wurde zum Fokus des Labels, auch wenn minimalistische Rock bzw. Rock-Jazz Bands wie Gaffa und Tijuana Mon Amour Broadcasting Inc. noch eine wichtige stilistische Seite darstellten. Mit der Verpflichtung von Vendas Novas und der musikalischen Entwicklung der Band Pitchtuner folgte eine kurzzeitige Neuausrichtung des Labels in Richtung New Rave.
Das 2007 gegründete Sublabel Smaul präsentiert vornehmlich die Musik der Münchner/Weilheimer Musiker Acid Pauli, FC Shuttle, Flug 8 und Hometrainer. Mit den Künstlern Dolby Buster, Hometrainer, Odessa, Sonotheque, Skinnerbox und Turmspringer wandte sich das Label verstärkt dem Minimal House, Experimental House und Techno in weiterem Sinne zu.